# Chgrp
chgrp je Unix naredba, obično dostupna na svim *nix operacijskim sustavima. Služi za promjenu grupe datoteke.

## Primjeri
```
$ 
ls
 
-l
 
*.conf

-rw-rw-r--   1 gbeeker  wheel          3545 Nov 04 2011  prog.conf

-rw-rw-r--   1 gbeeker  wheel          3545 Nov 04 2011  prox.conf

$ 
chgrp
 
staff
 
*.conf

$ 
ls
 
-l
 
*.conf

-rw-rw-r--   1 gbeeker  staff          3545 Nov 04 2011  prog.conf

-rw-rw-r--   1 gbeeker  staff          3545 Nov 04 2011  prox.conf

```

## Srodne naredbe
- chmod
- chown
- takeown

## Vanjske poveznice
- http://www.opengroup.org/onlinepubs/9699919799/utilities/chgrp.html